# Innarahu
Innarahu é uma pequena ilhota desabitada do Mar Báltico que pertence à Estónia.
Innarahu é uma ilha protegida que faz parte do Parque Nacional Vilsandi, na costa oeste da ilha de Saaremaa.
A ilha é um local de procriação de focas cinzentas do Báltico (Halichoerus grypus).